# Mansonia pseudotitillans
Mansonia pseudotitillans är en tvåvingeart som först beskrevs av Theobald 1901.  Mansonia pseudotitillans ingår i släktet Mansonia och familjen stickmyggor. Inga underarter finns listade i Catalogue of Life.